# 罗根·保罗
罗根·亚历山大·保罗（英語：Logan Alexander Paul，1995年4月1日—）出生在美国俄亥俄州威斯特萊克，是一个社交网络上的網路紅人，其职业生涯是透過短片分享工具Vine展開。他曾是一个国家冠军摔跤手，且在雅典赢得了两项进去俄亥俄大学的奖学金，首个电视表演工作是一个坏天气电影公司的短片，在里面表演彩虹侠。因此也产生了一个名叫彩虹侠的系列。2015上半年，保罗出演了《法律与秩序：特殊受害者》里面一个疯狂的绑架者。在新电视剧《独行怪人》的试播集中他也有演出。他也有与其他Vine的用户一起表演，比如King Bach，Christian Delgrosso，Mark Dohner，George Janko和Lance210。2016/9/12正式開啟他自己的Vlog生活。「Be A Maverick」是他的座右銘。2022年起加入WWE，以兼職合約成为摔角手。因為 WWE早於2014年已進入 「Reality Era」（實境年代），因為社交媒體的崛起，他依然可以與場內有過節的對手們暢所欲言，而不會因脫離角色而被公眾譴責。2023年11月4日他赢得WWE美国冠军，这也是他WWE生涯中的首个冠军。

## 爭議
2017年12月31日保羅在YouTube上傳一段在日本一個被稱為「自殺森林」的自殺聖地青木原森林中拍攝的影片，裡面包含了一具自縊身亡的男性屍體的片段。該影片最初為保羅「東京冒險」的一部分，團隊也計劃在樹林內紮營，但當發現屍體後便應日本警方的要求離開。影片24小時內達到600多萬觀看人次，並登上YouTube發燒影片榜的第十名。
該影片遭到包括名人和政治人物在內的廣大網民撻伐，其他YouTuber亦對此事表達無法理解和深切憤怒。有人在Change.org上請願，要求YouTube刪除其頻道，截至2018年1月5日，其中一個請願更收集到22.5萬個簽名。最終保羅在元旦時決定刪除該影片，並在Twitter上發聲明道歉。隔天保羅再發佈一段影片，稱粉絲不應該為他護航。
YouTube在事件發生後發表了一份聲明，聲稱保羅的影片違反了他們的方針和指引。雖然原始影片已被保羅本人刪除，但YouTube上有許多人已經把影片下載下來，並重新上傳它。
保羅在拍攝「自殺森林」的片段前，拍下的幾段他在日本旅行的Vlog也惹來不少日本籍觀眾和Youtuber的不滿和憤慨。他在東京拍攝時做出許多滋擾公眾、對日本文化與民族性開玩笑的行為後，被日本當局禁止入境。
2018年2月9日，YouTube官方在推特發表聲明指出：「有鑑於羅根·保羅最近的行為舉止，我們決定暫時中止其頻道的廣告播放。」，成為全球首位被公開停權的Youtuber。由於YouTuber的收入來源大多來自在自身影片投放的廣告費用，所以此舉斷絕了羅根·保羅大部份的收入。也因為此爭議，Youtube將營利門檻從總點閱人數10000，修改為1000訂閱並且12個月內4000個小時觀看時數。

## 外部連結
- . adweek.com.   [May 27, 2016]. （原始内容存档于2017-01-28）.
- 官方网站
- 罗根·保罗在互联网电影资料库（IMDb）上的資料（英文）